# Kurbrandenburgische Marine

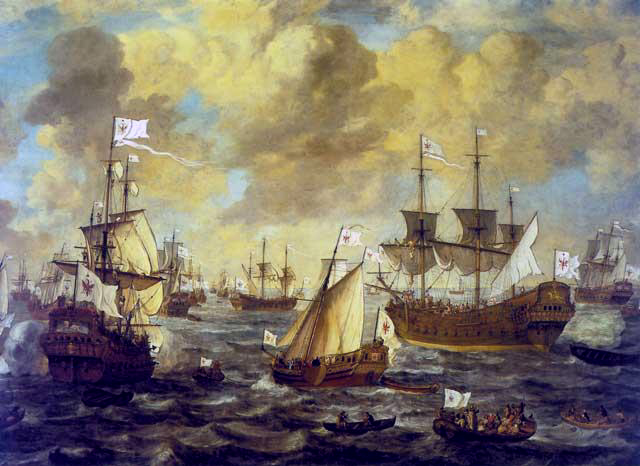
Die brandenburgischen Flotte, Ölgemälde von Lieve Verschuier, 1684

Die Kurbrandenburgische Marine war die Marine Brandenburg-Preußens. Ihre Anfänge liegen im Jahr 1657. Infolge der Königskrönung Friedrichs III. von Brandenburg im Jahr 1701 wurde die Kurbrandenburgische Marine zur Königlich Preußischen Marine.

## Geschichte

### Frühe Seestreitkräfte (1618–1674)
Das Herzogtum Preußen verfügte bereits ab 1618 über eigene Seestreitkräfte in der Ostsee. Die Markgrafschaft Brandenburg hatte zu Beginn des 17. Jahrhunderts keinen Zugang zum Meer, jedoch übten die Brandenburger Hohenzollern seit 1605 im Herzogtum Preußen die Regentschaft aus, das durch Erbanfall 1618 auch ihr Besitztum wurde. Das Herzogtum musste als Lehen des polnischen Königs diesem in mehreren Kriegen Schiffe zur Verfügung stellen.
Als während des Dreißigjährigen Krieges das Herzogtum Pommern durch den Vertrag von Grimnitz an den Kurfürsten von Brandenburg fiel, konnte dieser sein Erbe 1638 gegen den Willen der militärisch überlegenen schwedischen Besatzer nicht antreten. Im Westfälischen Frieden musste sich Brandenburg mit Hinterpommern begnügen, das dem brandenburgischen Kernland einen Zugang zur Ostsee eröffnete. Einziger bedeutender Hafen war Kolberg, das die Schweden erst 1653 räumten. Schweden hielt weiterhin die Odermündung bei Stettin, die alten Hansestädte Stralsund und Greifswald und damit die wichtigsten sonstigen Seezugänge zum brandenburgischen Raum unter seiner Kontrolle.
Der Zweite Nordische Krieg von 1655 bis 1660 führte Kurfürst Friedrich Wilhelm die Bedeutung einer eigenen Seestreitmacht vor Augen, als er 1656 mangels einer eigenen Kriegsflotte die Häfen von Pillau und Memel den feindlichen Schweden öffnen musste. Während dieses Krieges erlangte er 1657 im Vertrag von Wehlau die volle Souveränität über das Herzogtum Preußen. Im selben Jahr entstand in Pillau erstmals unter brandenburgischer Flagge eine Flottille von anfangs drei Schiffen (Clevischer Lindenbaum, Churfürst von Brandenburg, Lübische Schute) mit zusammen 34 Kanonen unter dem Kommando des Reiter-Obristen Johann von Hille (* um 1609 Hildesheim, † 1684). Mit der Zeit wurde der Schiffsbestand ausgebaut auf sieben größere Kriegsschiffe, drei Kanonenschaluppen und zwanzig bewaffnete Boote, die im Frischen Haff im Bündnis mit Polen erfolgreich gegen schwedische Schiffe und Befestigungen eingesetzt wurden. Nach Ende des Krieges wurde die Flotte jedoch aus Geldmangel verkleinert, schon 1662 gab es nur noch acht Einheiten, bis um 1670 nur noch die Leibjacht des Kurfürsten (Große Jacht) existierte. Um seine Einnahmen und Kontakte zu verbessern, beteiligte sich der Kurfürst fortan am internationalen Seehandel. Dazu ließ er in Holland zwei Schiffe bauen: die Herzogtum Cleve und die Grafschaft Mark, die jedoch von England beschlagnahmt wurden.

### Kaperkriege und Aufbau der Marine (1675–1683)

Maat (rechts) und Matrose der Kurbrandenburgischen Marine um 1675

Nach dem erneuten Einfall der Schweden in Brandenburg gab der Sieg über das schwedische Heer in der Schlacht von Fehrbellin im Juni 1675 den letzten Anstoß zum Aufbau einer eigenen Flotte. Seit 1675 erfolgte der Bau von hochseetüchtigen Orlogschiffen (Kriegsschiffe). Im Zentrum des kurbrandenburgischen Schiffbauprojekts stand der niederländische Reeder, Unternehmer und Kaufmann Benjamin Raule (1634–1707). Der Große Kurfürst trat 1675 an den Reeder heran und bot ihm an, Kaperbriefe für den Seekrieg gegen Schweden auszustellen. Raule, der in finanzielle Schwierigkeiten geraten war, stimmte zu und vermietete für die nächsten Jahre zwischen vier und sechs Schiffe an die Brandenburger, die erfolgreich Kaperkrieg gegen die schwedische Handelsschifffahrt führten. So gelang es den Kaperern, in nur vier Wochen auf der Ostsee 21 schwedische Handelsschiffe aufzubringen. Raule wurde daraufhin von seinen eigenen Landsleuten wegen der Seeräuberei verfolgt und musste nach Berlin fliehen. Am 14. Mai 1675 wurde er dort zum „Marinerath“ ernannt, am 20. Februar 1676 „Schiffsdirecteur“ und „Oberdirecteur unserer Seesachen“ am 17. August 1677. Am 20. Februar 1681 wurde Raule schließlich noch zum „Generaldirecteur de Marine“ im Range eines Obristen ernannt.

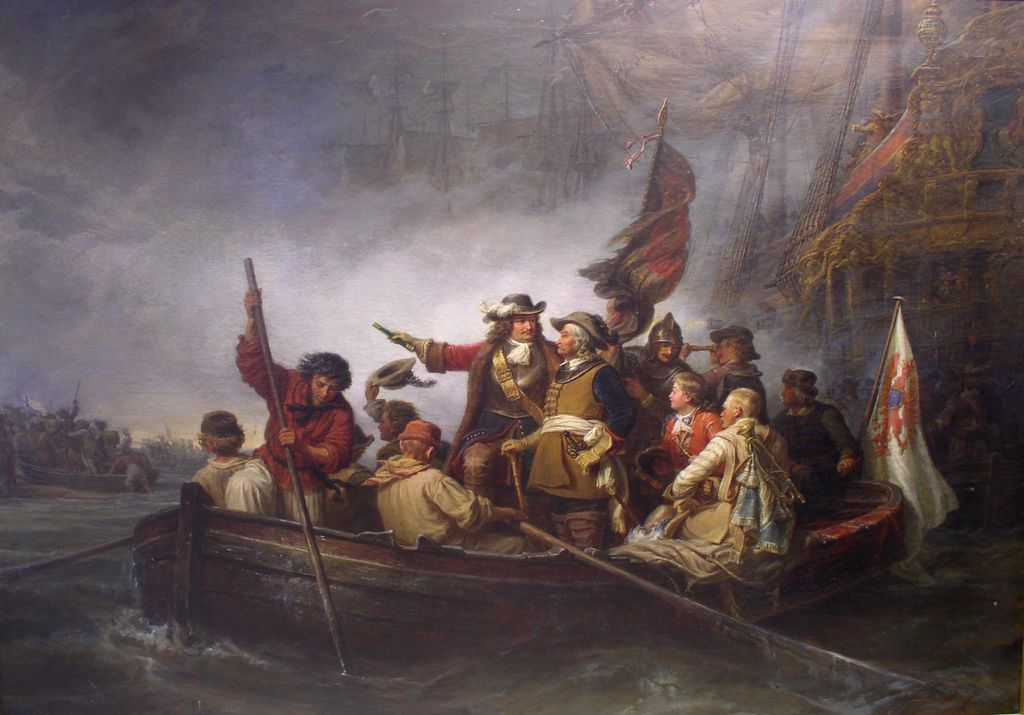
Landung des Großen Kurfürsten auf Rügen 1678, Historiengemälde von Hermann Kretzschmer, um 1862

Diese angemietete Flotte (zusammen 502 Geschütze) nahm unter Kommando des Kurfürsten an vielen Unternehmungen teil, darunter der Belagerung von Stettin (27. Dezember 1677), der Belagerung von Stralsund (25. Oktober 1678), der Eroberung Rügens (26. September 1678) und der Einnahme Greifswalds (16. November 1678).

Eroberung von Rügen mit der gesamten kurbrandenburgischen Flotte 1678, Historiengemälde von Marinemaler Alexander Kircher

1676 erfolgte die Gründung eines Seegerichtes in Kolberg, das über die Rechtmäßigkeit der aufgebrachten Prisen zu urteilen hatte.
Am 16. Januar 1679 verpflichtete sich Raule vertraglich, für sechs Jahre fünf Fregatten und sechs Schaluppen gegen eine feste Heuer an Brandenburg-Preußen zu vermieten. Schon im Juli 1679 gewann er einen Kaperkrieg gegen Hamburg, um ausstehende Zahlungen einzutreiben. 1680 war die kurbrandenburgische Flotte bereits auf 28 Kriegsschiffe angewachsen. Im selben Jahr kam es im Brandenburgischen Kaperkrieg zu einem gegen Spanien gerichteten Einsatz der Marine mit dem Ziel, rückständige spanische Subsidienzahlungen aus dem kurz zuvor beendeten Nordischen Krieg einzutreiben. Dabei lief ein kleiner Verband von acht Schiffen mit 160 Kanonen, unter dem Kommando von Claus von Bevern, von Pillau in den Ärmelkanal, kaperte vor Ostende das spanische Schiff Carolus Secundus und schickte es als Prise nach Pillau, wo es als Markgraf von Brandenburg das Flaggschiff der brandenburgischen Marine wurde. Danach segelte ein Teil von Beverns Geschwader in die Karibik, wo es zwei spanische Schiffe kaperte, die auf Jamaika verkauft wurden, ehe es im Herbst Mai wieder zurückkehrte. Am 30. September 1681 focht ein brandenburgisches Geschwader unter Thomas Alders im Seegefecht beim Kap St. Vincent (1681) erfolglos gegen ein spanisches Geschwader – das erste Seegefecht eines deutschen Verbands auf hoher See.
Mit Raules Hilfe plante der Große Kurfürst die Gründung einer Handelskompanie nach holländischem Vorbild. Dazu wurde ab 1680 der Hafen Pillau zum Stützpunkt mit Werft ausgebaut.
Raule rüstete mit eigenen Mitteln die Erste Afrikaexpedition 1680/81 aus, die einen Freundschafts- und Handelsvertrag mit Afrikanern im heutigen Ghana abschloss. Die
Zweite Afrikaexpedition 1682/83 gründete das Fort Groß Friedrichsburg.
1681 erfolgte in Berlin die Umbenennung des „General-Kommerz-Kollegiums“ in Admiralität. So genannte Collegien wurden in verschiedenen Häfen eingerichtet. Am 1. Januar 1682 wurde offiziell die Brandenburgisch-Afrikanische Compagnie mit Sitz in Pillau gegründet. Ab 1682 wurde auch in Berlin (Bereich der heutigen Dorotheenstraße in der Dorotheenstadt) eine Werft für Schiffs-Rohbauten ohne Masten errichtet, die erst elbabwärts in Hamburg seetüchtig vollendet wurden.
Für weiterreichende Unternehmungen stellte sich der abseitsliegende und nicht eisfreie Hafen von Pillau in der Ostsee als ungeeignet heraus. Auf Grundlage des kaiserlichen Konservatoriums von 1681 zur „Protektion der ostfriesischen Stände“ gewann der Kurfürst Einfluss auf Ostfriesland und damit auch auf den Nordseehafen in Emden. Diese beiden Aspekte waren ausschlaggebend für die Wahl Emdens als neuen Stützpunkt für die BAC. Friedrich Wilhelm gelang es am 6. November 1682, durch die Besetzung des gräflichen Schlosses in Greetsiel den Konflikt zwischen dem Grafenhaus und den ostfriesischen Ständen so eskalieren zu lassen, dass die Stadt Emden (Teil der Stände) ihm die Stationierung von Marinesoldaten (Schutzmacht) ermöglichte und Kaianlagen mit Lagerhäusern für die BAC bereitstellte. Ein zuvor vorbereiteter Handels- und Schifffahrtsvertrag wurde am 22. April 1683 unterschrieben. Der Präsident der ostfriesischen Landstände Dodo II. zu Innhausen und Knyphausen ratifizierte die Verträge im März 1683 in Berlin. Emden wurde ab diesem Zeitpunkt der neue Stammhafen der Handelskompanie.
Kompanie-Schiffe brachten für den Tauschhandel ausgemusterte Handfeuerwaffen mit Munition, einfache Eisengeräte und Rubinglas in die westafrikanische Kolonie Groß Friedrichsburg. Sie hatten den Auftrag, von Guinea Elfenbein, Gold und auch Sklaven mitzubringen. Die Sklaven wurden später in die Karibik auf die Insel Saint Thomas (Jungferninseln), die damals zu Dänemark gehörte, gebracht (Stützpunktvertrag 24. November 1685).

### Kurbrandenburgische Marine (1684–1701)
Offiziell wurde die brandenburgisch-preußische Marine erst am 1. Oktober 1684 vom Großen Kurfürsten gegründet, als der Kurfürst zu den eigenen Schiffen auch noch Raules Flotte aufkaufte (neun Schiffe mit 176 Kanonen). Dies kostete Brandenburg-Preußen 109.340 Taler und führte zur endgültigen Etablierung der brandenburgischen Staatsmarine. Fünf Jahre später erließ sein Sohn und Nachfolger, Kurfürst Friedrich III. (der spätere König Friedrich I.), organisatorische Vorschriften und richtete Admiralitätsämter in Berlin, Emden und Pillau ein. Noch 1687 wurde auch in Havelberg (Havel) eine Werft errichtet. Auf dieser Werft wurden nur die Schiffsrümpfe errichtet, danach wurden sie auf Schwimmkörpern, sogenannten Kamelen, havel- und elbabwärts nach Hamburg gebracht, wo sie aufgetakelt und ausgerüstet wurden. Zu diesen Schiffen gehörte unter anderem die Schwere Fregatte „Friedrich III.“, die ausdrücklich als „Havelberger Bau“ hervorgehoben wurde. Außer Schiffen, Offizieren und Matrosen umfasste die Marine auch ein eigenes Marinekorps.
Der Kurfürst Friedrich Wilhelm I. starb 1688. Sein Nachfolger wurde der spätere König Friedrich I., der die Flotte und die Handelskompagnie aus Pietät vor dem verstorbenen Vater fortführte, jedoch kein echtes Interesse dafür aufzubringen vermochte. Entsprechend verfiel die Flotte schnell, und 1701 segelten nur noch elf Kriegsschiffe unter brandenburgischer Flagge (von einstmals 34 Schiffen 1684).

### Preußische Marine ab 1701 und Auflösung

Die Werft zu Havelberg, Schiffbau für die Marine

Nachdem es nicht gelungen war, die ab 1701 nunmehr Preußische Marine durch Außenhandelsgewinne zu finanzieren, und nachdem immer wieder Schiffe verloren gegangen waren (z. B. infolge Kaperung durch Freibeuter oder Piraten, Beschlagnahme durch andere Seefahrernationen etc.), wurde sie 1711 durch König Friedrich I. zusammen mit der Brandenburgisch-Afrikanischen Compagnie aufgelöst. Der verbliebene Kolonialbesitz in Afrika (Kolonie Groß Friedrichsburg) wurde 1717 für 7200 Dukaten (in heutigen Wert umgerechnet etwa 125.000 €) und zwölf junge Afrikaner („Kammermohren“) an die Niederlande verkauft.
Mit dem Verkauf der brandenburgischen Besitzungen in Afrika waren die Seemachtsbestrebungen des Königreichs Preußen vorerst beendet. Unter der Regierung des Soldatenkönigs (1713 bis 1740) wurden sämtliche verfügbaren Ressourcen in den Aufbau der Landstreitkräfte investiert, und für die folgenden hundert Jahre blieb Preußen eine reine Landmacht.

## Schiffe der Kurbrandenburgischen Marine
Die Angaben zur Bewaffnung weichen in verschiedenen geschichtlichen Quellen oft erheblich voneinander ab, da die Ausstattung vieler Schiffe im Laufe ihrer Dienstzeit durchaus nicht unverändert blieb. Etliche Schiffe waren sozusagen „auf Zuwachs“ gebaut, sie verfügten über mehr Geschützluken als bei Indienststellung tatsächlich an Bord befindliche Geschütze. So sind z. B. in einer Inventarliste der schweren Fregatte „Friedrich III.“ von 1702 nur 32 Geschütze aufgeführt, die schweren Geschütze des Unterdecks fehlen in der Aufstellung. Auch Geldmangel dürfte eine Rolle gespielt haben: die Fregatte „Schloss Oranienburg“ war für vierzig Kanonen eingerichtet, nur etwa die Hälfte der eigentlich vorgesehenen Geschütze kam an Bord.
- Berlin (als Fregatte bezeichnetes Pinassschiff; 15–18 Kanonen)
- Bracke (Yacht; 3 Kanonen)
- Brandenburgischer Dragoner (Fregatte; 20 Kanonen)
- Churfürstliche Leibjagd (10 Kanonen)
- Churfürst von Brandenburg (7 Kanonen)
- Chur Prinz (1)[6]
- Chur Prinz (2) (auch Kurprinz, Churprinz von Brandenburg oder Kurprinz von Brandenburg; Fregatte; 12–40 Kanonen)[7]
- Cleve (Galiot; 4–6 Kanonen)
- Clevischer Lindenbaum (10 Kanonen)
- Derfflinger (Fleute; 6–16 Kanonen)
- Friedrich Wilhelm (Wappen von Brandenburg (1681/82), Dorothea (2) (1682/95); Fregatte; 22–44 Kanonen)
- Eichhorn[8] (ex schwedisch Ekorre; Galiot; 12–16 Kanonen)
- Falke (Schnau; 4–6 Kanonen)
- Fortuna (Fregatte; 20 Kanonen)
- Friede (Fleute; 10 Kanonen)
- Friedrich Wilhelm, Kurfürst von Brandenburg (Fregatte; 24 Kanonen)
- Friedrich Wilhelm zu Pferde (Fregatte; 50–54 Kanonen)
- Fuchs (20 Kanonen)
- Goldener Löwe (auch Gülden Löwe, ab 1682 Dorothea (1); Fregatte, 32–40 Kanonen))
- Große Jacht (Yacht; 10 Kanonen)
- König von Spanien (Fregatte; 18 Kanonen)
- Kurprinz (3) (auch Großer Afrikaner genannt; Fregatte; 20–36 Kanonen)[9]
- Leopard (ex schwedisch Leoparden; 20–28 Kanonen)
- Litauer Bauer (Schnau; 6–14 Kanonen)
- Maria (auch Marie; ex schwedisch Maria; Galiot; 4–6 Kanonen)
- Markgraf von Brandenburg (ex spanisch Carolus Secundus; Fregatte; 28–50 Kanonen)
- Morian (Fregatte; 12–16 Kanonen)
- Philipp (auch Prinz Philipp; Schnellsegler; 6 Kanonen)
- Potsdam (Galiot; 4–6 Kanonen)
- Prinzess Maria (auch Prinzess Marie; 12–16 Kanonen)
- Prinz Ludwig (10 Kanonen)
- Rother Löwe (Fregatte; 20–22 Kanonen)
- Rummelpot (Schnau; 8 Kanonen)
- Salamander (Brander; 6 Kanonen)
- Spandau (4–6 Kanonen)
- Stern (Yacht, 6 Kanonen)
- St. Johann Baptist (Schnau; 4 Kanonen)
- St. Joseph (10 Kanonen)
- St. Peter (Brander; 6 Kanonen)
- Wasserhund (10 Kanonen)

### Schiffsbauten der Havelberger Werft für die Kurbrandenburgische Marine
Auch wenn zahlreiche Schiffe der Kurbrandenburgischen Marine im Ausland gekauft, gemietet oder erbeutet waren, gab es doch eine nicht unwesentliche Bautätigkeit auf der oben erwähnten Kurfürstlichen Werft Havelberg. Dort wurden fünfzehn Schiffe für die Kurbrandenburgische Marine gebaut, die jedoch teilweise nicht in den Dienst der Marine kamen, sondern aus Geldmangel direkt weiterverkauft wurden. Die Schiffe der Havelberger Werft galten als sehr gelungen, dennoch blieb der finanzielle Erfolg aus, die Hälfte der auf Kiel gelegten Einheiten musste unter Wert verkauft werden. Etliche weitere Schiffe ließ Benjamin Raule zusätzlich für seine privaten Zwecke bauen, jedoch fehlen dafür exakte Nachweise in den überlieferten Werftdokumenten, selbst wenn die Schiffe für die Kurbrandenburgische Marine im Einsatz waren.
(in Reihenfolge der Kiellegung):
- Castell Friedrichsburg (Brigantine; 6 Kanonen, 1688 Kiellegung, 1689 in Dienst, 1694 als verloren abgebucht)
- Margarete (Galiot, auch Makarele genannt; 8 Kanonen, 1688 Kiellegung, 1689 in Dienst)
- Friedrich III. (Fregatte; 50–56 Kanonen, 1688 Kiellegung, 1689 Stapellauf, ausgerüstet in Hamburg bis 1692, 1725 in Hamburg unter Wert versteigert)
- Fliegender Drache (Fregatte; 16 Kanonen, 1688 Kiellegung, 1689 Stapellauf, ausgerüstet in Hamburg bis 1692, 1698 als verloren abgebucht)
- Schloss Oranienburg (Fregatte; 26–40 Kanonen, in Hamburg unfertig liegend nach 1711 versteigert)
- Kurfürstliche Galeere (ohne Namen, oft bezeichnet mit Zusatz: „für Berlin“; 4–6 Kanonen)
- Charlotte-Louise (Barke; 12 Kanonen, 1692 Kiellegung, 1693 Stapellauf, 1698 durch Seeraub verloren)
- Sieben Gebrüder (Fleute bzw. Heckboot; 16–18 Kanonen, 1705 in Hamburg verkauft)
- Postillion und Jäger (Barken; 10–12 Kanonen, 1693 Kiellegung, 1694 bis 1695 beide Schiffe zur Ausrüstung in Hamburg, dann aus Geldmangel verkauft)
- Churprinz und Windhund (Fregatten; 18–20 Kanonen, 1693 Kiellegung, 1695 bis 1699 beide Schiffe zur Ausrüstung in Hamburg; wahrscheinlich verkauft)
- Schaluppe (ohne Namen, keine Kanonen; 1694 Kiellegung, 1702 oder 1705 in Hamburg verkauft)
- Fregatte (ohne Namen, 18–20 Kanonen, 1694 Kiellegung, direkt nach Fertigstellung verkauft)
- Jacht (ohne Namen, 6 Kanonen, 1694 Kiellegung, 1696 oder 1698 in Hamburg liegend verkauft)

### Schiffsbauten in Pillau und Kolberg
Nicht nur im Binnenland, auch an der Ostseeküste wurde Schiffe für die Kurbrandenburgische Marine gebaut. Dabei ergaben sich jedoch erhebliche Schwierigkeiten: ursprünglich hatte der Kurfürst nach dem Dreißigjährigen Krieg ganz Pommern beansprucht und hätte so Zugriff auf die Häfen und Werftanlagen von Stralsund, Greifswald und Stettin erhalten. Vorpommern ging jedoch an Schweden, mit dem Kurbrandenburg oft im Krieg lag. So verblieben für die Kurbrandenburgische Marine nur die kleinen Häfen von Kolberg und Pillau für die Errichtung neuer Stützpunkte. Dennoch gab es dort unter Leitung des Schiffbaumeisters Gillis C. Peckelhering zwischen 1675 und 1685 eine nicht unerhebliche Bautätigkeit, etwa zehn Schiffe wurden zunächst in Pillau, dann in Kolberg für die Kurbrandenburgische Marine errichtet. Dazu kamen etliche Umbauten und Reparaturen, die naturgemäß nicht im Binnenland zu bewerkstelligen waren. Die Anzahl der Privatbauten ist nicht mehr nachzuvollziehen, nicht zuletzt aufgrund des fragwürdigen Geschäftsgebarens der Werftleitung.
Die bekannten Schiffe sind, möglichst mit Jahreszahlen, nachstehend aufgeführt:
- Fregatte „Dorothea“ 1678 (bis 1681), Kolberg
- Fregatte „Dorothea“ 1682, Kolberg
- Flaggschiff: Fregatte „Friedrich Wilhelm zu Pferde“, 1684, Pillau
- „Goldene Yacht“, 1678, Kolberg
- Fregatte „Fuchs“, 1678 Kolberg
- Fregatte „Fuchs II“, 1683 Pillau
- Fregatte „Mohrian“, auch Mooriaan, Moriaen, Morian, Mohr, Moor, (Umbau), 1679, Kolberg
- Fregatte „Wasserhund“
- „Große Jacht“
- Kleine Jacht „Maria Catharina“
- Kleine Jacht „Weißer Löwe“

Die genaue Zuordnung der Schiffe der Kurbrandenburgischen Marine zu den Schiffstypen bereitet des Öfteren Probleme. So sind vor allem die kleineren Einheiten nicht immer klar bezeichnet, wurden mal nach dem Typ, mal nach dem aktuellen Einsatzzweck beschrieben. Insbesondere die Barken sind ebenso gut als Schnauen wie als kleine/leichte Fregatten geführt worden. Die unzureichende Sachkunde der Schriftführer spielt dabei ebenso eine Rolle wie das schon angesprochene undurchsichtige Geschäftsgebaren. Ein Übriges tut die Variabilität der Namen, beispielhaft aufgeführt anhand der „Mohrian“; auch die „Große Jacht“ ist unter mehreren Bezeichnungen zu finden.